# Kendra Timmins
Kendra Leigh Timmins (London, 24 de abril de 1992) é uma atriz canadiana. Os principais trabalhos de Kendra Timmins como atriz começaram a partir das séries de televisão Wingin' It e Ride.

## Carreira
Kendra Timmins nasceu em London, cidade da província de Ontário, Canadá; começou a atuar quando jovem em apresentações teatrais de seu colégio e participou de uma gama de comerciais televisivos. A atriz frequentou o colégio público de imersão em francês e um programa especializado em teatro musical no HB Beal, colégio secundário em London. A 2011, integrou o elenco da série Anjo da Guarda, atuando no papel de Denise. O papel na série familiar canadiana rendeu uma cobertura significativa da média, resultando em aparições em diversas séries, tais como: Degrassi: The Next Generation, Minha Babá é uma Vampira e Nikita. Sua estreia no cinema foi no filme Italo-canadiano Midnight Sun, no ano seguinte atuou no horror Lost After Dark. Atualmente a atriz interpreta Katherine “Kit” Bridges em Ride.  

## Filmografia
| Cinema    | Cinema                                                    | Cinema                                 | Cinema                          | Cinema                                        | Cinema |
| Ano       | Título original                                           | Título (Brasil)                        | Título (Portugal)               | Papel                                         | Ref    |
| --------- | --------------------------------------------------------- | -------------------------------------- | ------------------------------- | --------------------------------------------- | ------ |
| 2013      | Sundae                                                    |                                        |                                 | Jessica                                       | [ 4 ]  |
| 2013      | Port Hope                                                 |                                        |                                 | Jenny Clarke                                  | [ 2 ]  |
| 2014      | Midnight Sun The Journey Home (título nos Estados Unidos) | O menino e o Urso                      |                                 | Abbie                                         | [ 2 ]  |
| 2015      | Lost After Dark                                           |                                        |                                 | Adrienne                                      | [ 2 ]  |
| Televisão |                                                           |                                        |                                 |                                               |        |
| Ano       | Título original                                           | Título (Brasil)                        | Título (Portugal)               | Papel                                         | Ref    |
| 2011      | Wingin' It                                                | Anjo da Guarda                         | Asas Para Que Te Quero          | Denise Simmons (segunda e terceira temporada) | [ 1 ]  |
| 2012      | The Firm                                                  | A Firma                                |                                 | Christina Bower (1 episódio)                  | [ 2 ]  |
| 2012      | Degrassi: The Next Generation                             | Degrassi: A Próxima Geração            | Degrassi: Geração D             | Missy (2 episódios)                           | [ 2 ]  |
| 2012      | My Babysitter's a Vampire                                 | Minha Babá é uma Vampira               | A Minha Babysitter é um Vampiro | Serena (1 episódio)                           | [ 2 ]  |
| 2013      | Cracked                                                   |                                        |                                 | Molly Olsson (1 episódio)                     | [ 2 ]  |
| 2013      | Nikita                                                    | Nikita: O perigo nunca foi tão sedutor |                                 | Amanda (jovem) (1 episódio)                   | [ 3 ]  |
| 2014      | Saving Hope                                               |                                        |                                 | Elisa (1 episódio)                            | [ 2 ]  |
| 2015      | Remedy                                                    |                                        |                                 | Stacey (1 episódio)                           | [ 2 ]  |
| 2016      | American Gothic                                           |                                        |                                 | Molly (jovem) (1 episódio)                    | [ 2 ]  |
| 2016      | Ride                                                      | Ride: A Magia do Cavalo                |                                 | Katherine "Kit" Bridges                       | [ 2 ]  |